# Matopo actinophora
Matopo actinophora là một loài bướm đêm trong họ Noctuidae.